# La Revue du mois

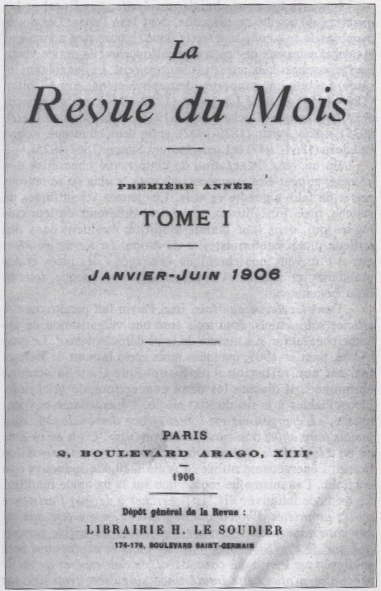
Couverture du tome I de La Revue du mois de janvier-juin 1906.

La Revue du mois est un journal scientifique et littéraire fondé en 1906 par Émile Borel et sa femme Marguerite Appell (dite Camille Marbo). Elle regroupait dans son comité de rédaction Jean Perrin, Paul Langevin, Aimé Cotton, Jacques Duclaux, Henri Mouton, Robert Lespieau, Noël Bernard et Louis-Jacques Simon. Léon Blum, Paul Painlevé et Édouard Herriot participent également à cette revue.
120 numéros sont publiés jusqu'en 1915 ; la publication interrompue par la Première Guerre mondiale reprend en 1919 et 1920 à un rythme bimestriel (no 121-132), puis, après une nouvelle interruption, elle redémarre en 1923 pour s'arrêter définitivement en 1926 avec le no 179.